# Asociación Internacional de Mercados de Capitales

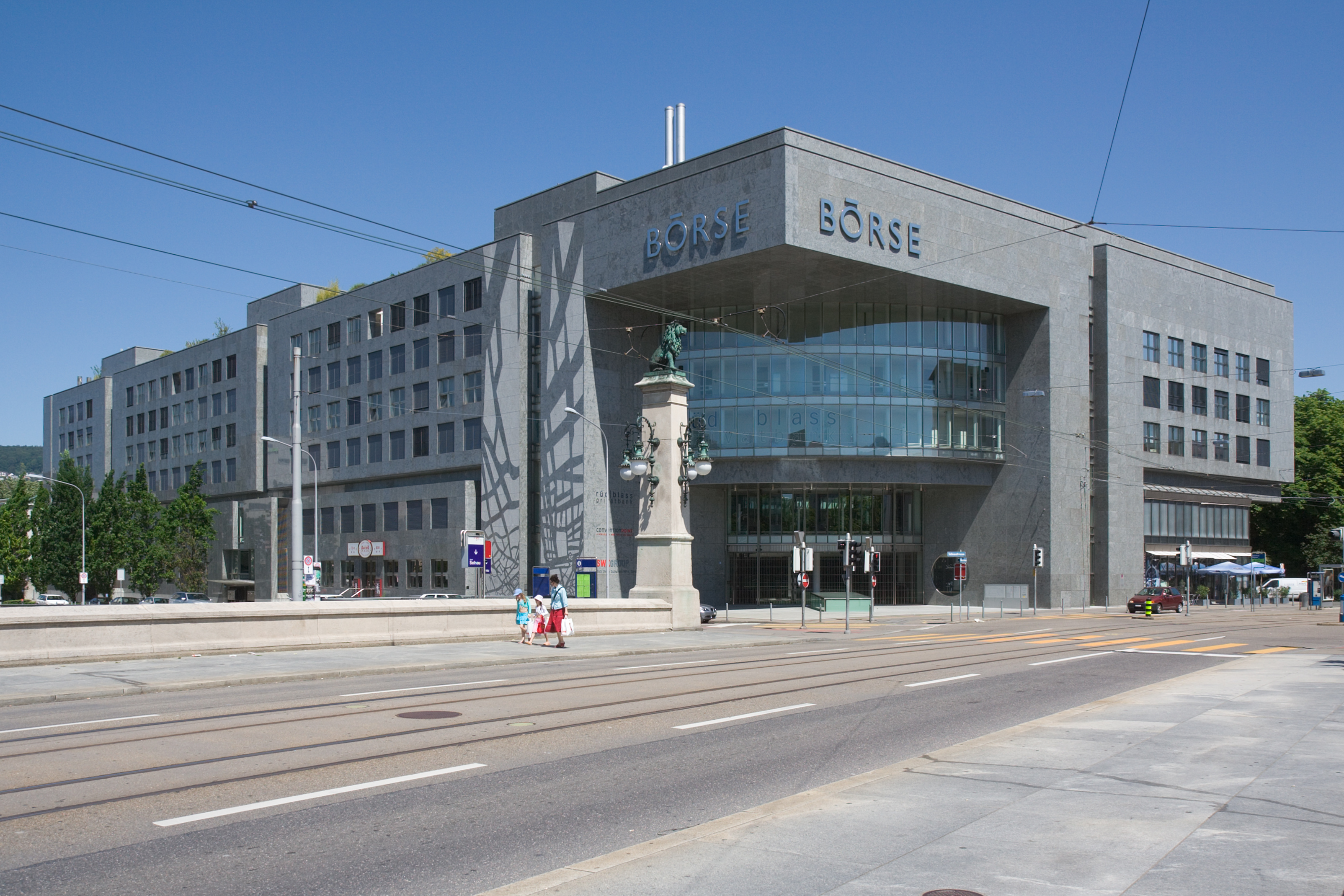
Bolsa (un tipo de mercado de capitales) de Zúrich, ciudad donde se encuentra la sede de la Asociación Internacional de Mercados de Capitales

La Asociación Internacional de Mercados de Capitales (ICMA por las siglas de su denominación en inglés, International Capital Market Association) es una organización de autorregulación y una asociación empresarial para los participantes en el mercado de capitales. Pese a que el nombre sugiere un alcance mundial, en realidad se centra en Europa.
Los objetivos declarados de la ICMA son promover altos estándares de prácticas de mercado, una regulación apropiada, apoyo a las transacciones, formación y comunicación. La ICMA produce documentación estándar para transacciones como emisión de acciones y deuda, o reportos (repos, acuerdos de recompra de valores).
Las convenciones y estándares de la ICMA han sido los pilares del mercado internacional de deuda durante casi 40 años, proporcionando el marco autorregulado de las normas que gobiernan la práctica del mercado, las cuales han facilitado el funcionamiento ordenado de este mercado y su impresionante crecimiento.

## Historia
La Asociación Internacional de Mercados de Capitales se formó en julio de 2005 por la fusión de Asociación Internacional de Mercados Primarios y la Asociación Internacional de Mercados de Valores (securities, anteriormente la Asociación Internacional de Intermediarios de Bonos) para crear una asociación que cubriera tanto el mercado primario internacional de capitales como el secundario.
La asociación tiene sus raíces en la creación del mercado de eurobonos a comienzos de la década 1960-1970. Los eurobonos (un instrumento financiero anterior a la moneda euro y que no tienen que ver con ella) crearon un nuevo mercado al estar denominados en dólares estadounidenses, pero emitirse fuera de EE. UU. para evitar sus regulaciones impositivas. Esto introdujo problemas nuevos para la compensación y la regulación través de diferentes jurisdicciones. Para resolverlos, un grupo de intermediarios de bonos que representaban a bancos y empresas de valores establecieron  en 1969 la Asociación Internacional de Intermediarios de Bonos (AIBD por sus siglas en inglés).
En los años posteriores, la AIBD promulgó una serie de reglas y recomendaciones sobre la práctica de mercado, proporcionando estabilidad y orden al mercado internacional de capitales.
En la década 1980-1990 la AIBD empezó a proporcionar servicios de datos al mercado y en 1989 lanzó el sistema de casación (matching) de transacciones, confirmación e informe regulatorio, conocido como TRAX. En 1992 la AIBD cambió su nombre a Asociación Internacional de Mercados de Valores (ISMA por sus siglas en inglés).
Separadamente la Asociación Internacional de Mercados Primarios (IPMA por sus siglas en inglés) fue fundada en 1984 por varios grandes bancos con el fin de proporcionar recomendaciones básicas para el mercado primario de capitales.
En abril de 2009, la ICMA vendió su negocio de servicios al mercado, incluido TRAX, a Euroclear.

## Educación
Desde el comienzo de su seminario europeo en 1974, la ICMA se ha dedicado a proporcionar, tanto a sus miembros como al resto del mercado, formación de alta calidad para ejecutivos. El establecimiento en 1991 del Centro ICMA en la Universidad de Reading, y su subsiguiente apoyo financiero, ha conseguido crear una institución que está estableciendo los estándares en la aplicación de las tecnologías de la información a la formación en mercados financieros.